# Gorodki

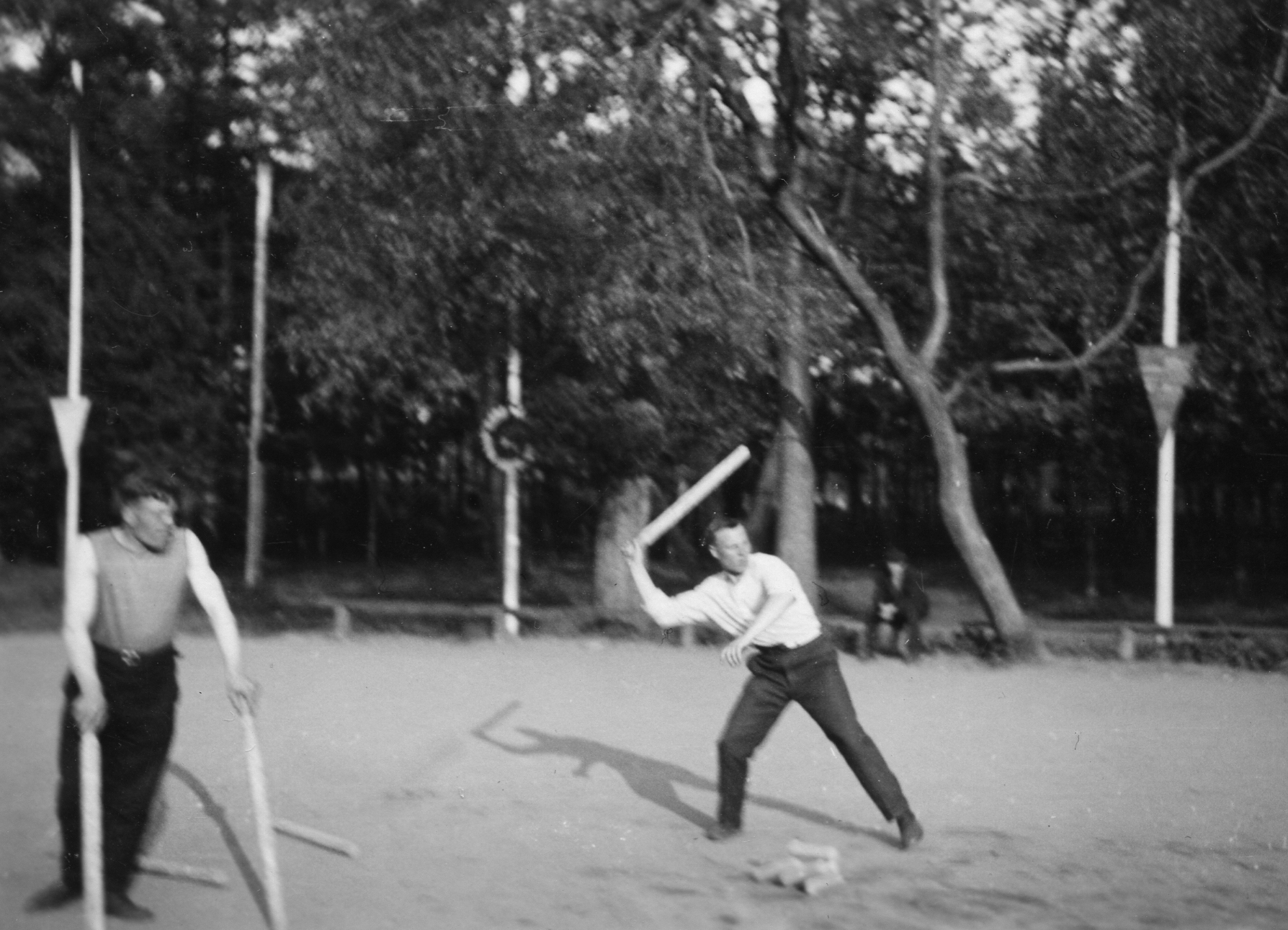
Un juego de gorodki en Moscú, 1935

Gorodki (en ruso: Городки, lit. 'Pueblos'; en sueco: Poppi; en lituano: Miestučiai) es un deporte folclórico ruso. Similar en concepto a los bolos y también un poco a las herraduras, el objetivo del juego es noquear grupos de bolos dispuestos en varios patrones lanzándoles un bate. Los bolos, o alfileres, se llaman gorodki (literalmente "pequeñas ciudades" o "pueblos"), y la zona cuadrada en la que están dispuestos se llama gorod ("ciudad").
Su popularidad se ha extendido a Carelia, Finlandia, Suecia, Ingria, partes de Lituania y Estonia. En los idiomas escandinavo y báltico, el juego tiene muchos nombres diferentes, como kurnimäng, kriuhka, köllöi, keili y miestučiai. La variante finlandesa se llama kyykkä, o bolos finlandeses.
El juego era conocido en una forma bastante cercana a la moderna, al menos desde el siglo XVII, ya que uno de los jugadores de gorodki más notables era Pedro el Grande. Ha sobrevivido en la época contemporánea.

## Jugabilidad

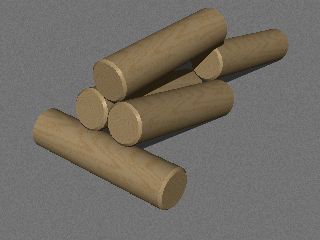
Gordki dispuesto en el patrón pushka ("cañon")

El juego consiste en lanzar un bate desde una distancia predeterminada a los gorodki, que están dispuestos en una de las 15 configuraciones:
- Cañón (en ruso: пушка, romanizado: pushka)
- Tenedor (en ruso: вилка, romanizado: vilka)
- Estrella (en ruso: звезда, romanizado: zvezda)
- Flecha (en ruso: стрела, romanizado: strela)
- Well (en ruso: колодец, romanizado: kolodets)
- Cigüeñal (en ruso: коленчатый вал, romanizado: kolenchatyy val)
- Artillería (en ruso: артиллерия, romanizado: artilleriya)
- Raqueta (en ruso: ракетка, romanizado: raketka)
- Instalación de ametralladoras (en ruso: пулемётное гнездо, romanizado: pulemyotnoe gnezdo)
- Langosta (en ruso: рак, romanizado: rak)
- Watchmen (en ruso: часовые, romanizado: chasovye)
- Hoz (en ruso: серп, romanizado: serp)
- Galería de tiro (en ruso: тир, romanizado: tir)
- Avión (en ruso: самолёт, romanizado: samolet)
- Letra (en ruso: письмо, romanizado: pis'mo)

El objetivo es derribar completamente al gorodki de un cuadrado marcado utilizando el menor número posible de lanzamientos.

### Reglas de las figuras de "letra"
Cuando un jugador alcanza la cifra de "letras", se aplica un conjunto especial de reglas:
- Debes apuntar al punto central y golpear al gorodki en la figura (los jugadores dicen "abre la carta")
- Otros cuatro gorodki regresan a su lugar a menos que el puesto central sea eliminado
- Debes golpear la figura desde 13 metros.

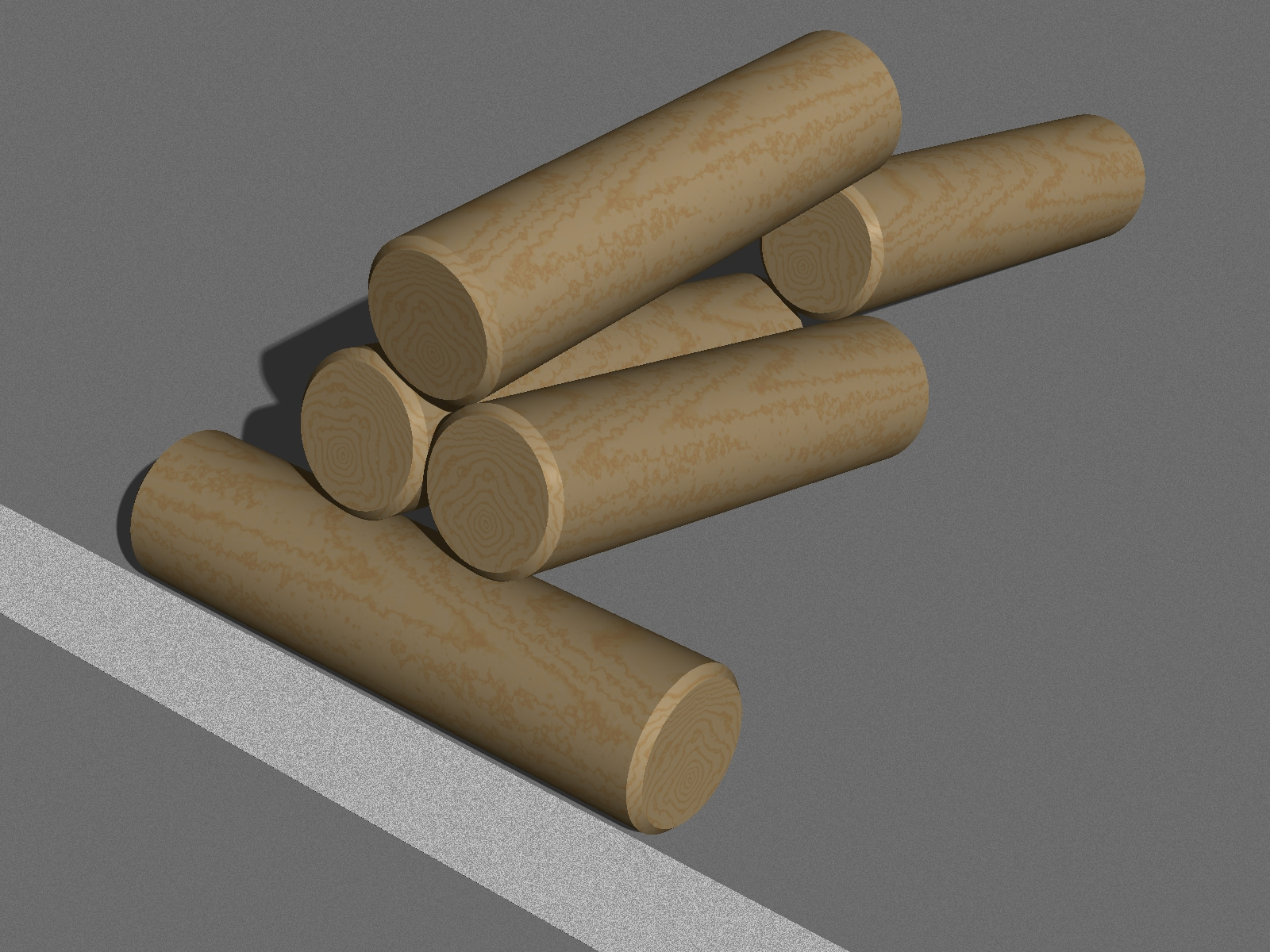
Cañón
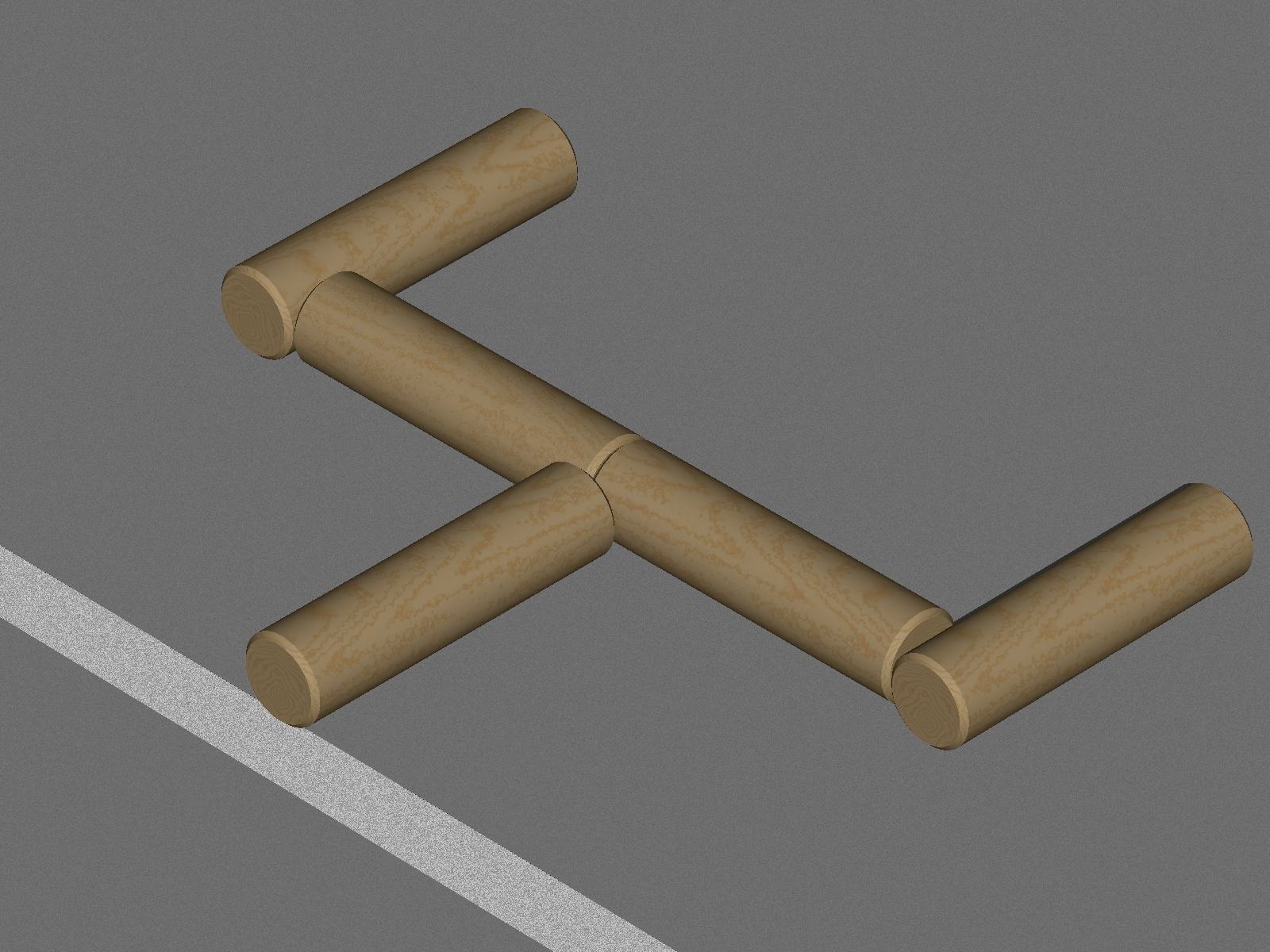
Tenedor
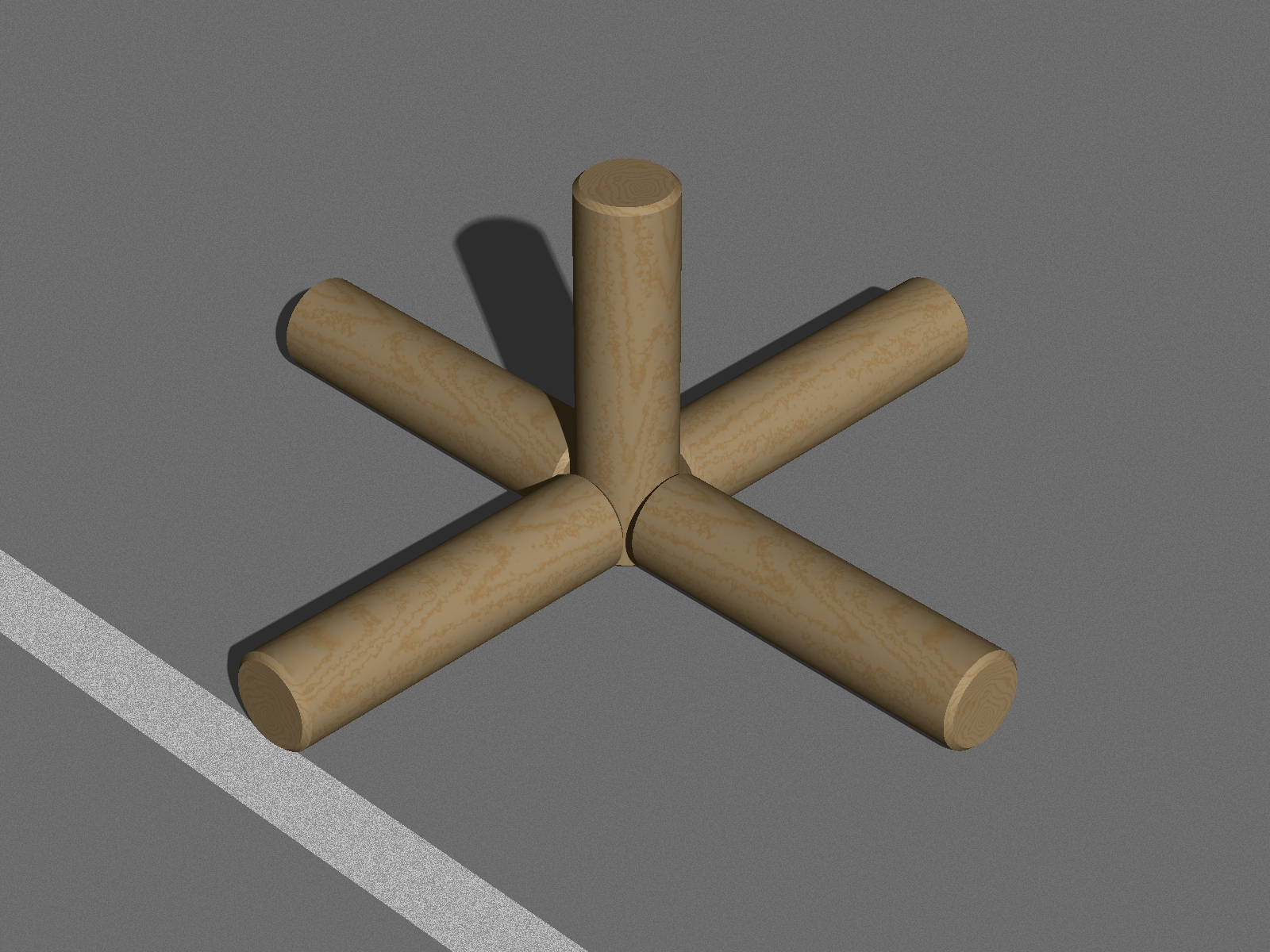
Estrella
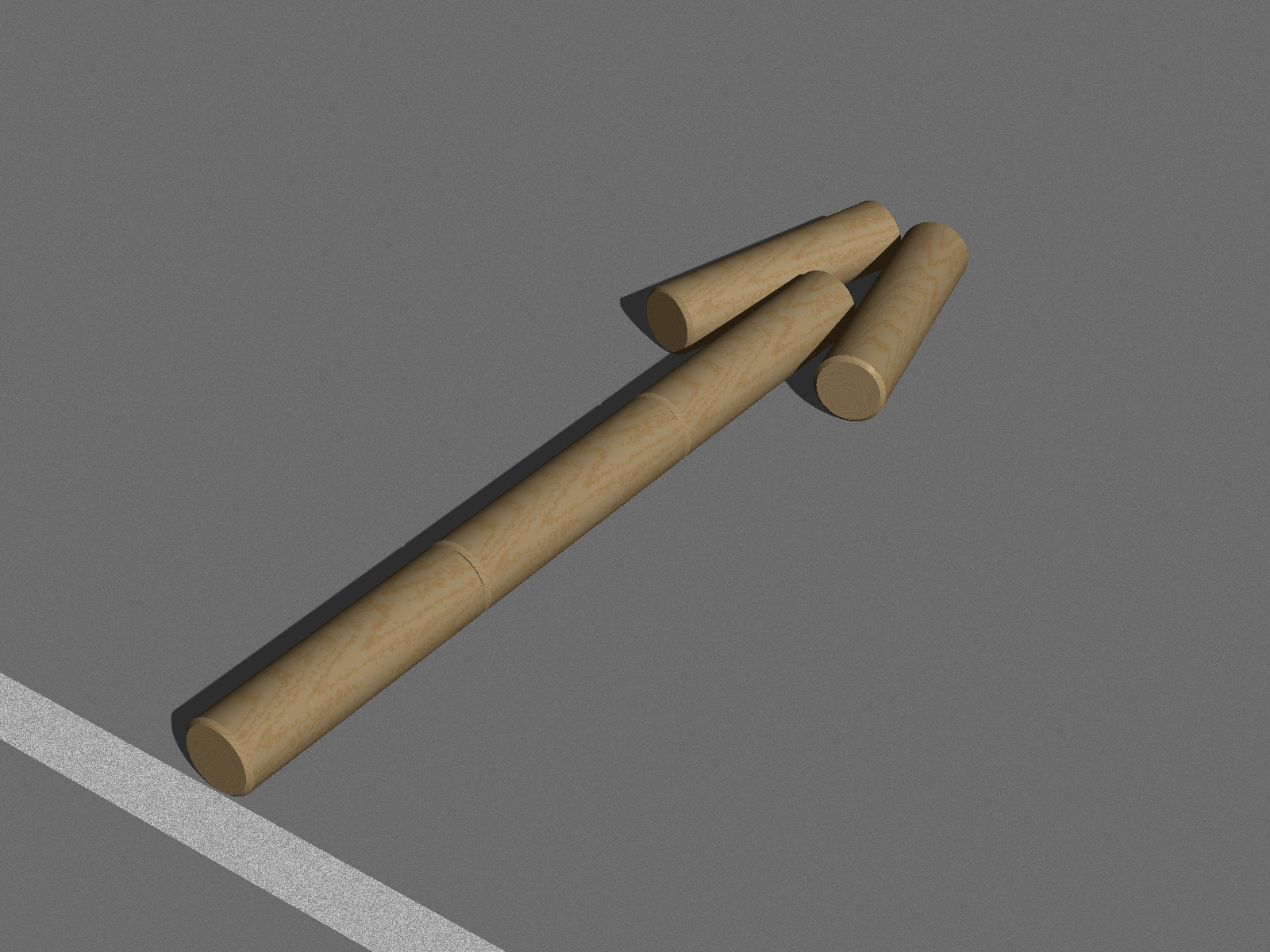
Flecha
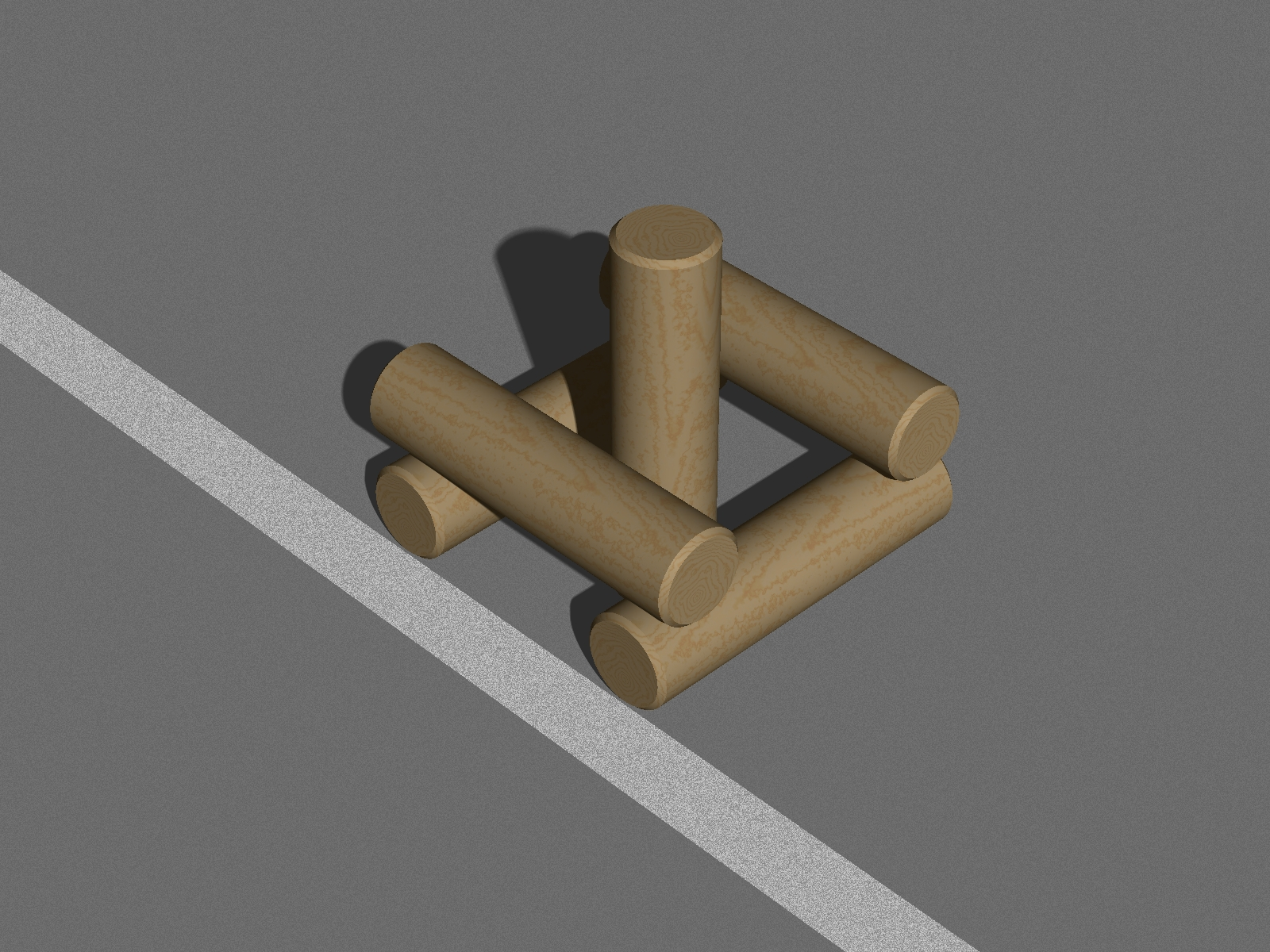
Bien
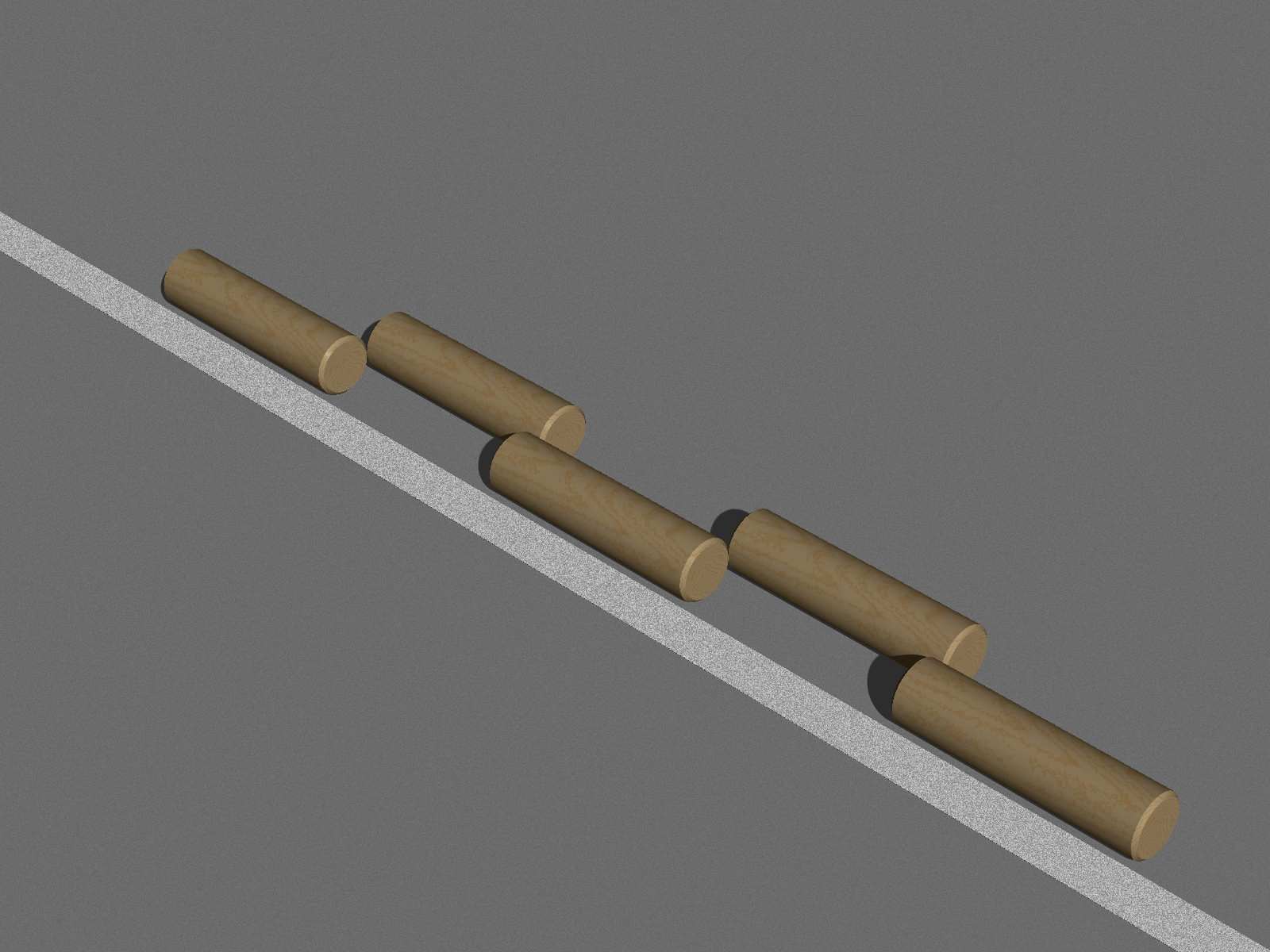
Cigüeñal
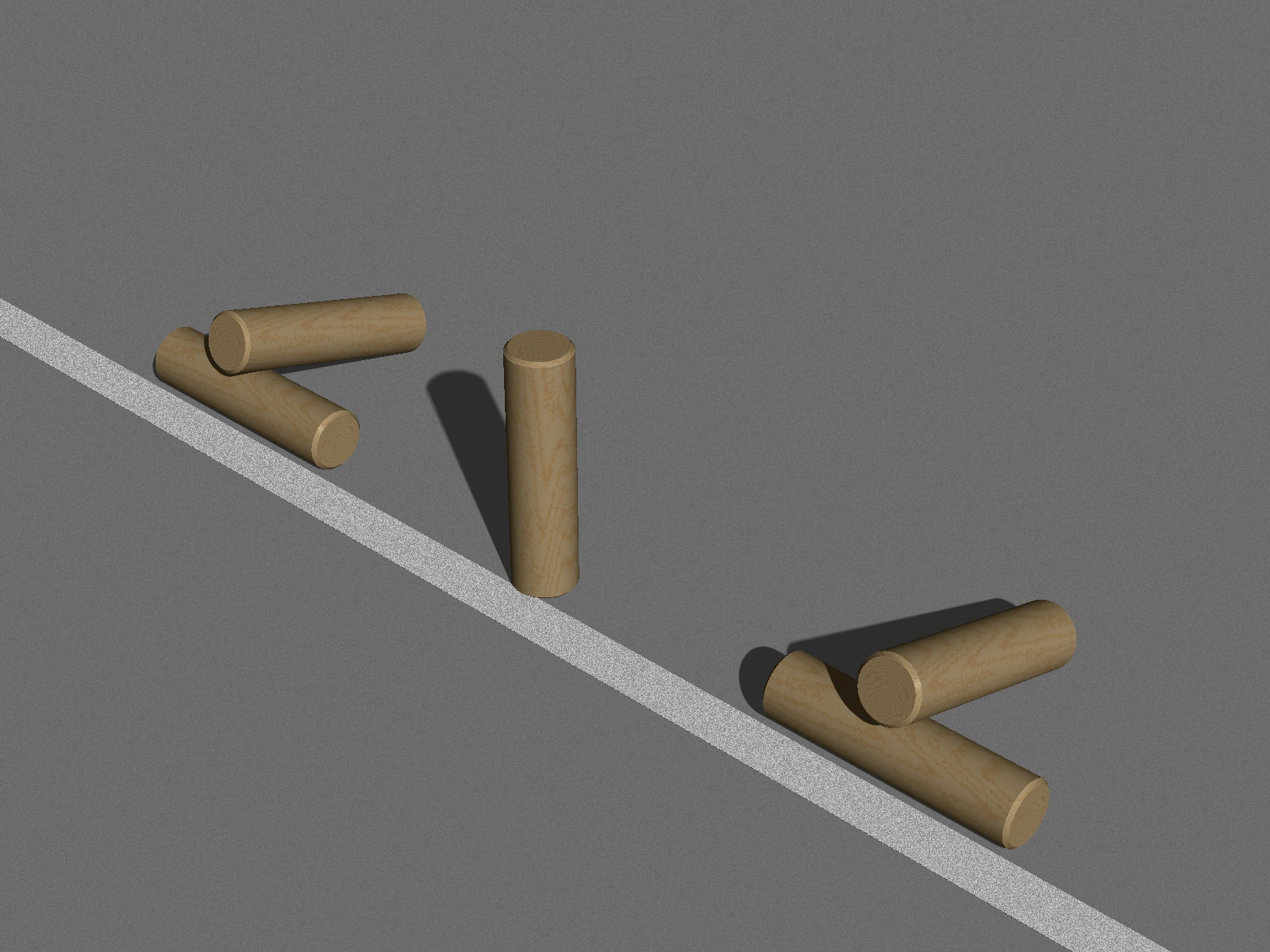
Artillería
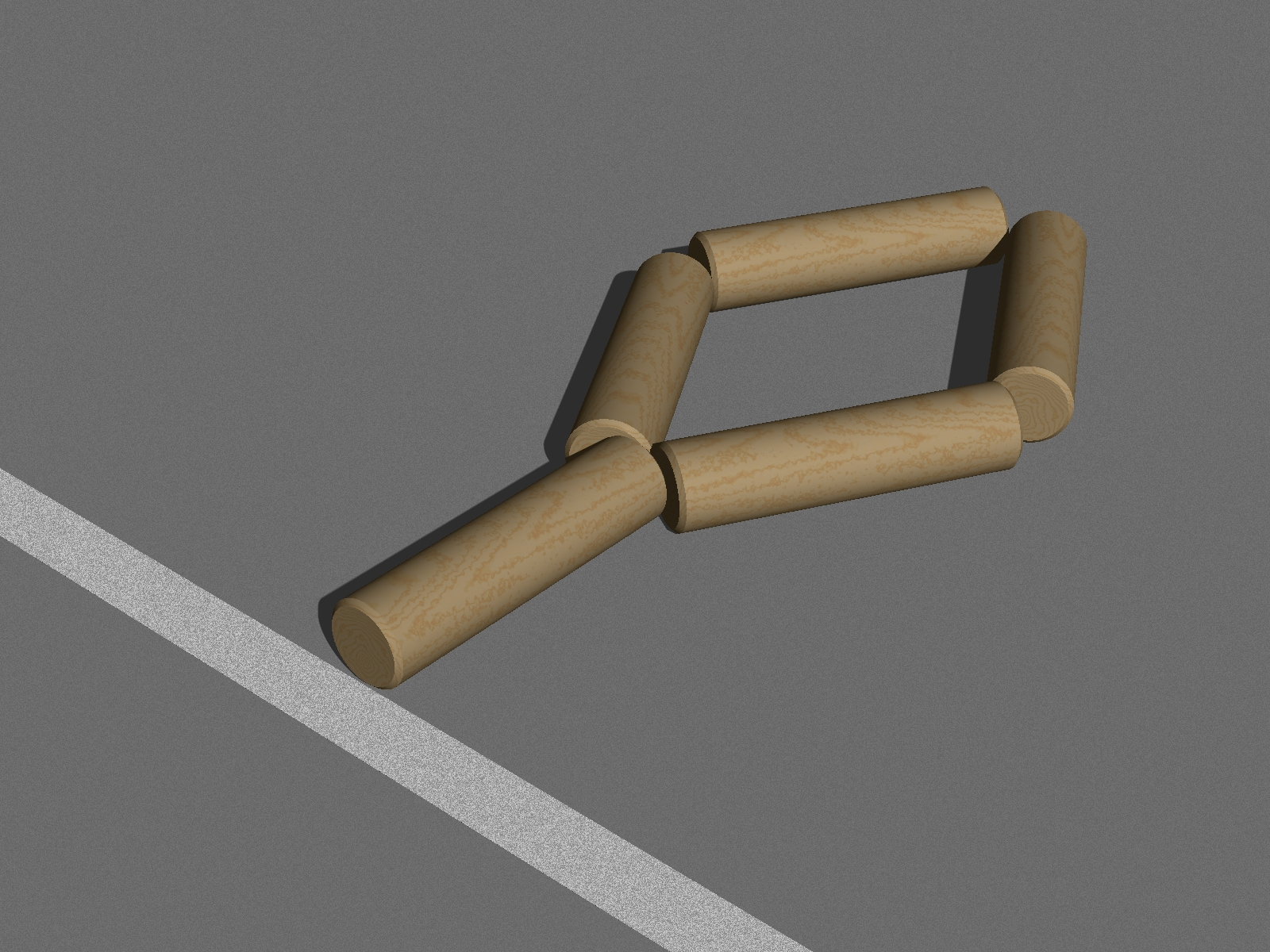
Raqueta
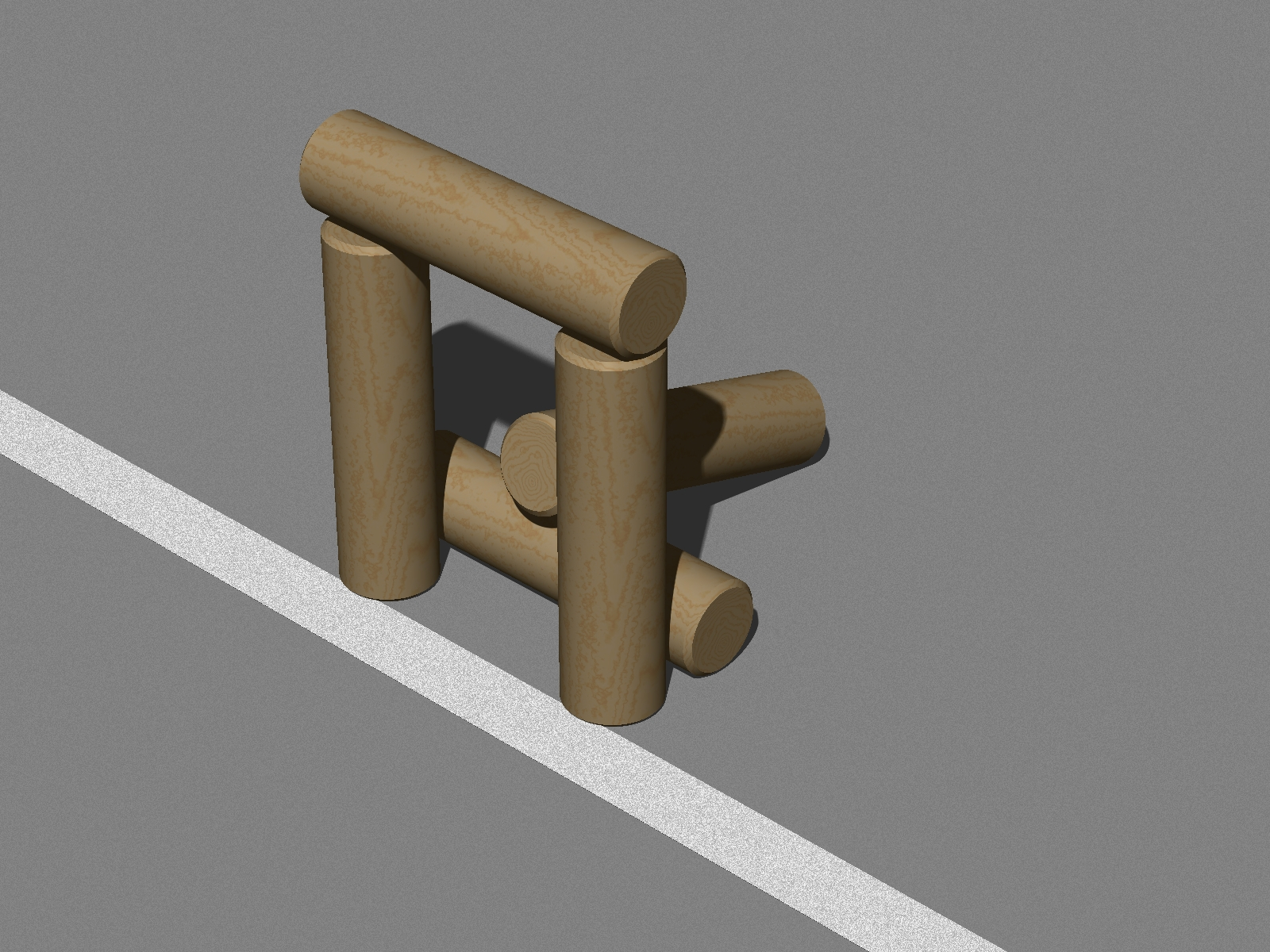
Instalación de ametralladora
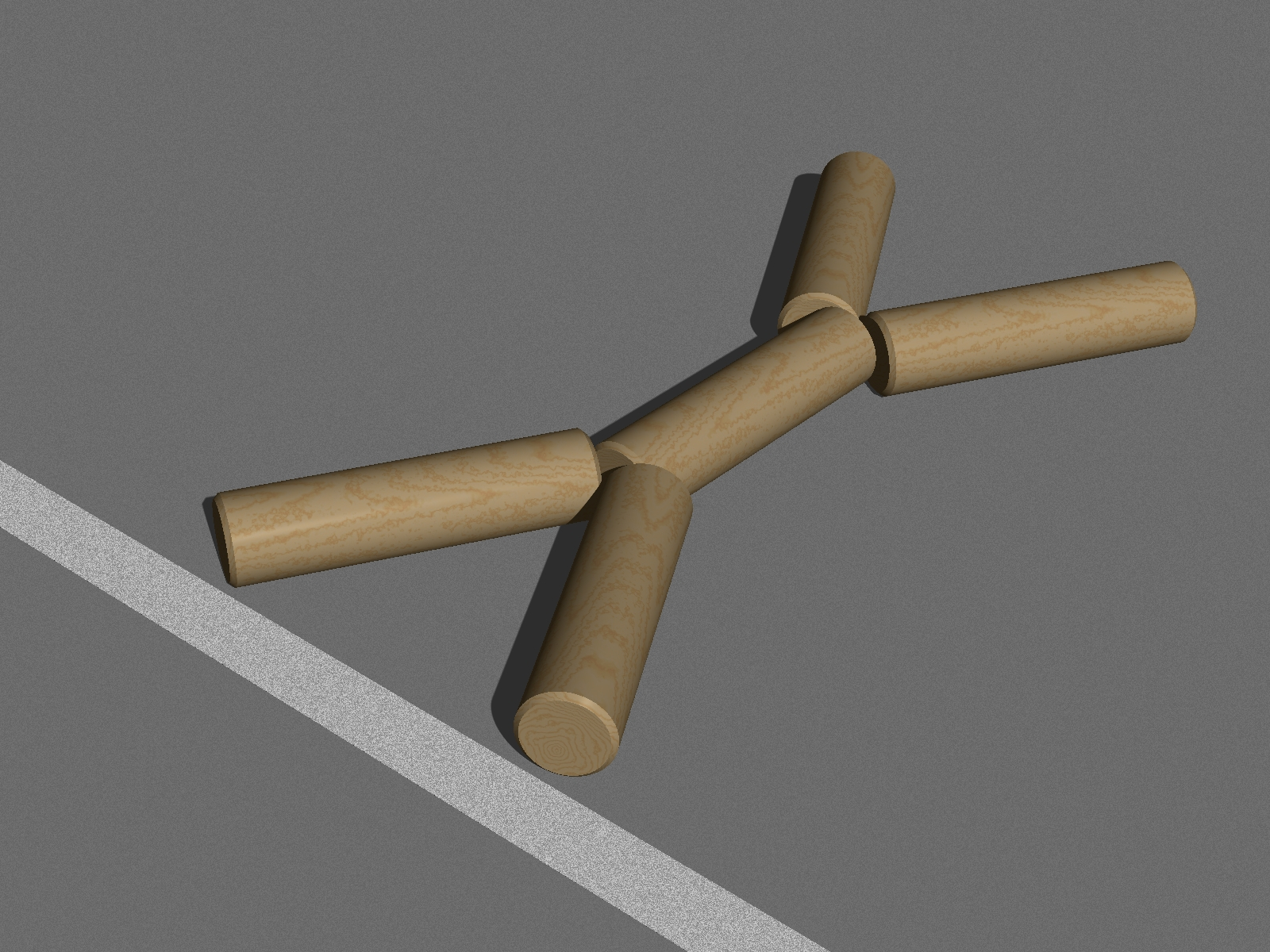
Langosta
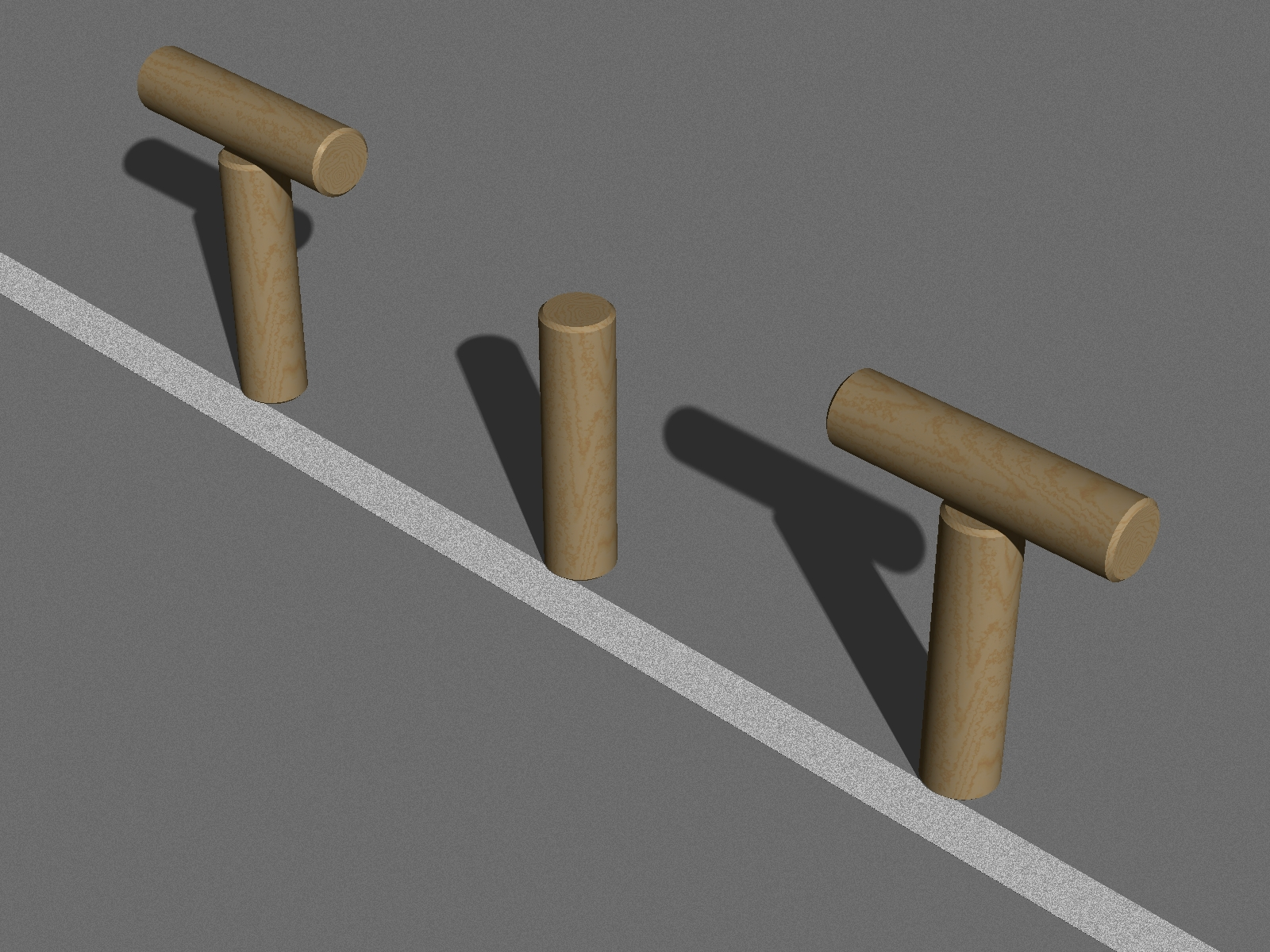
Vigilantes
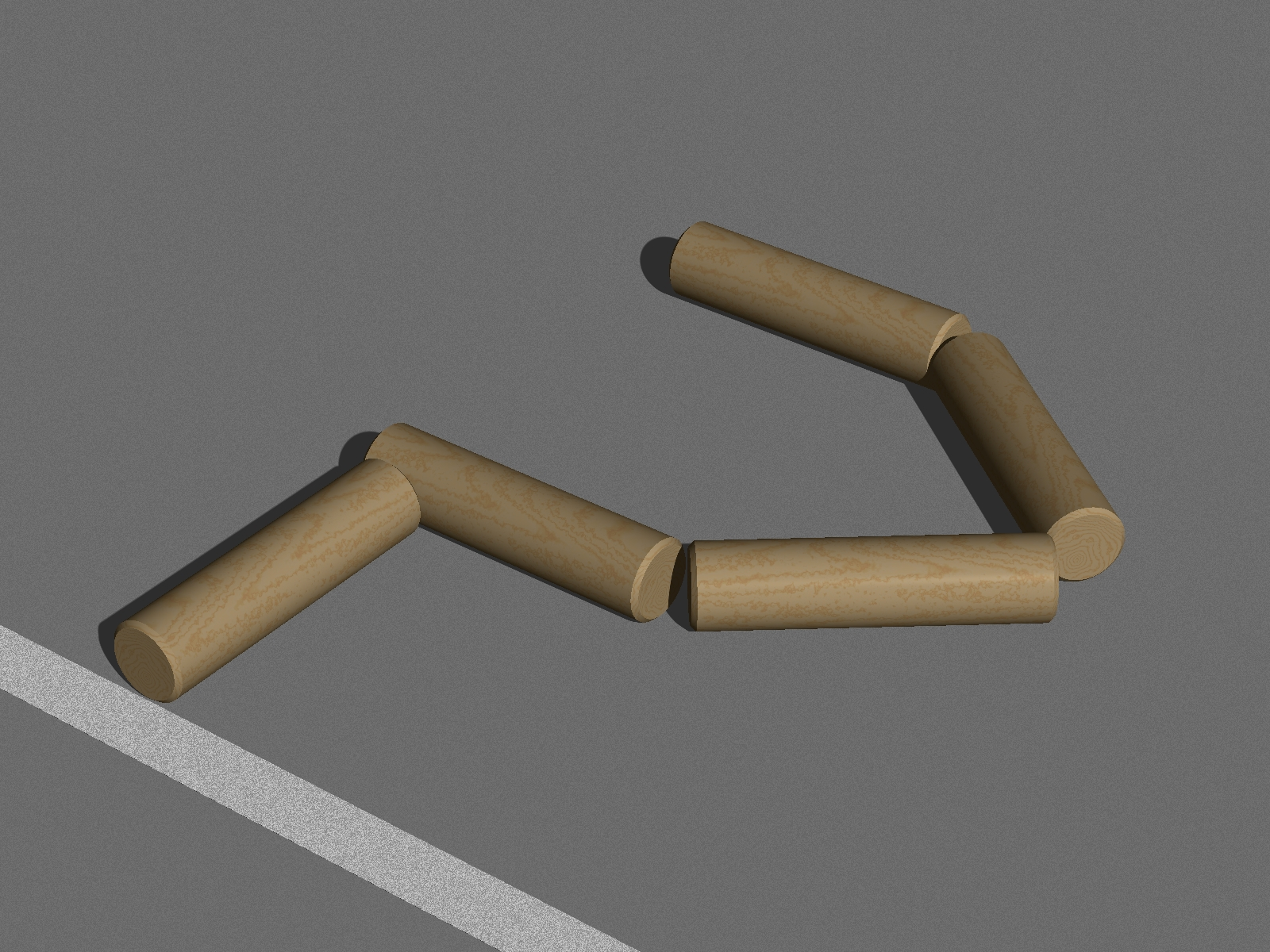
Hoz
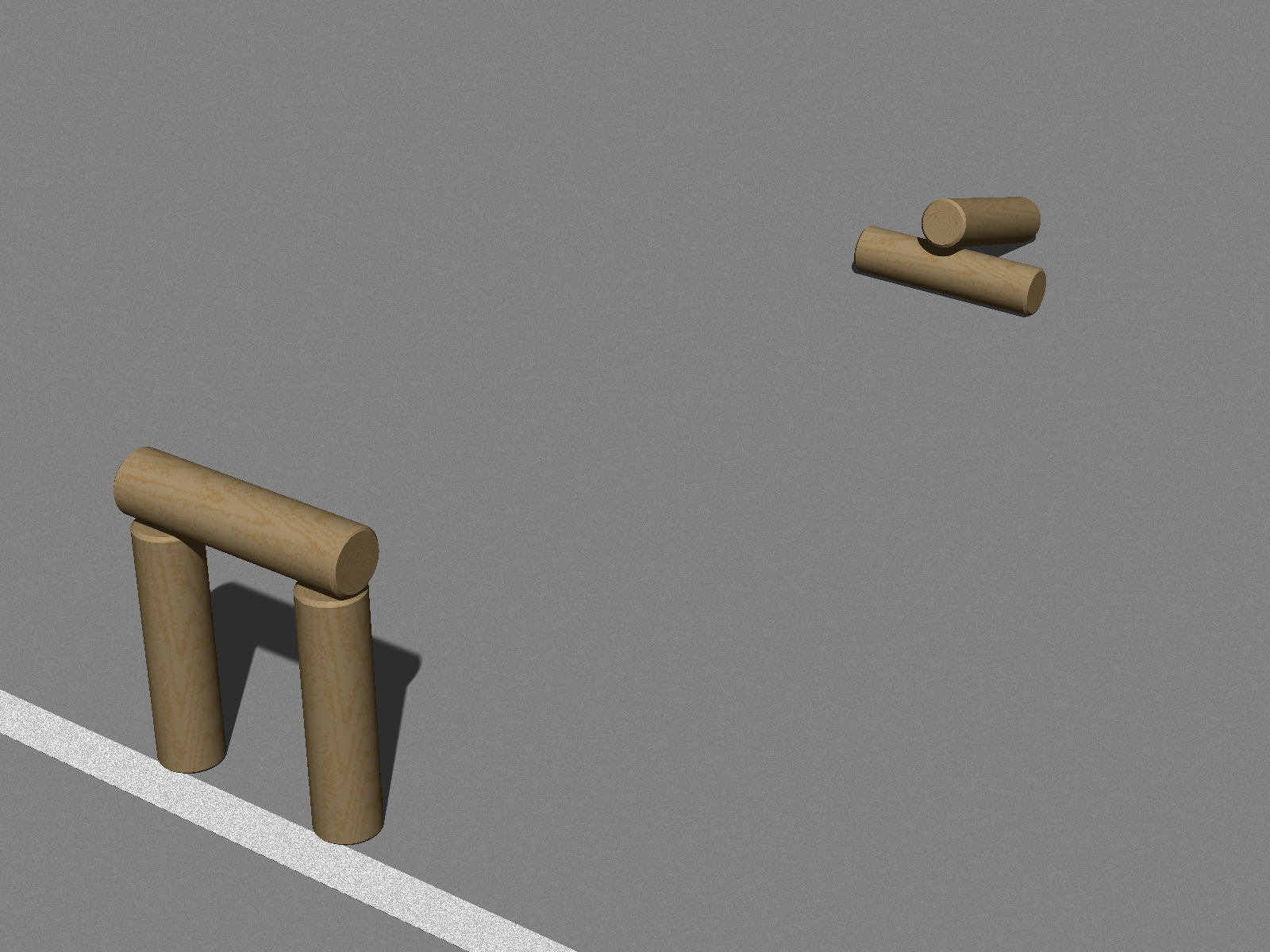
Galería de tiro
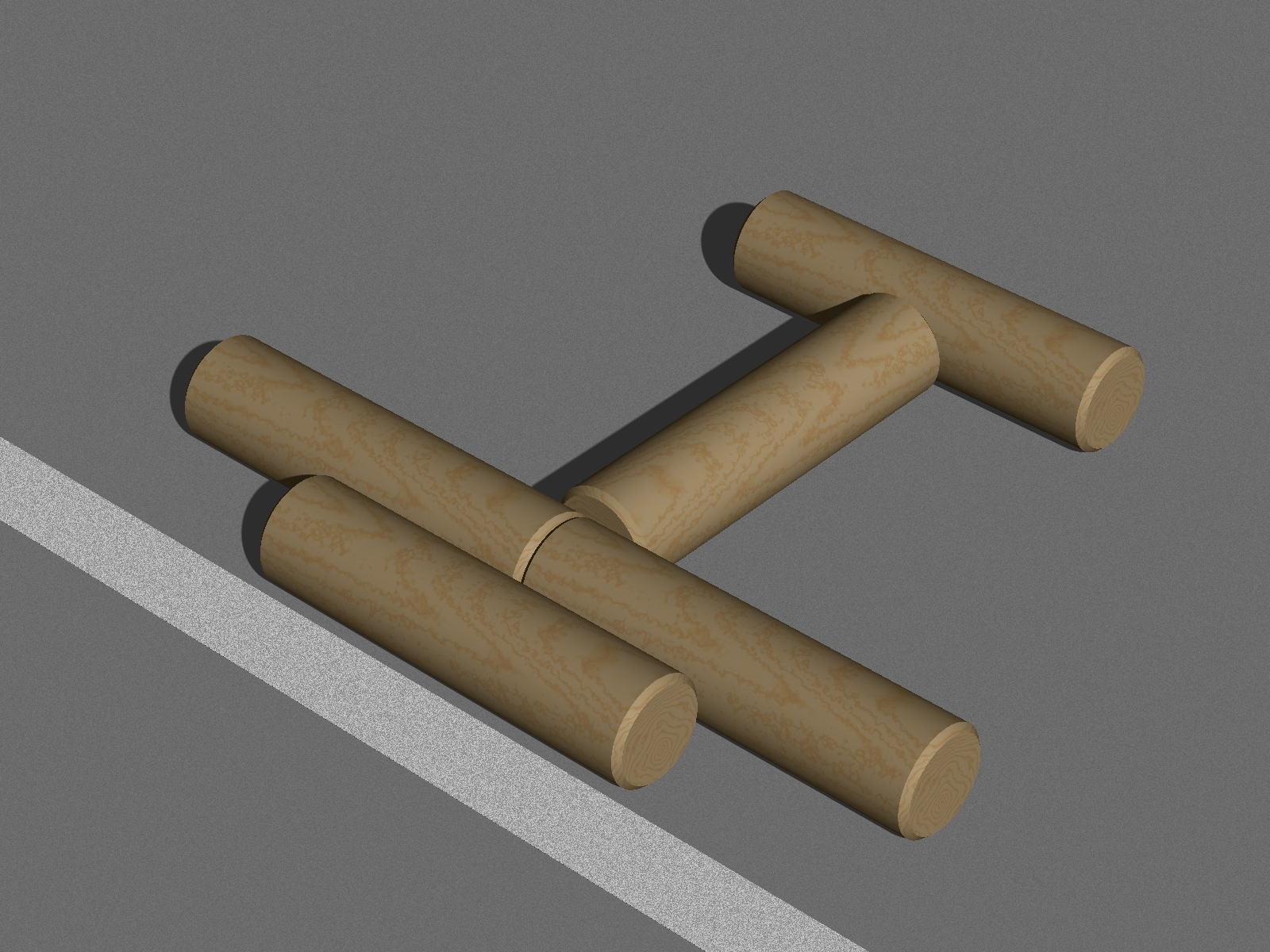
Avión
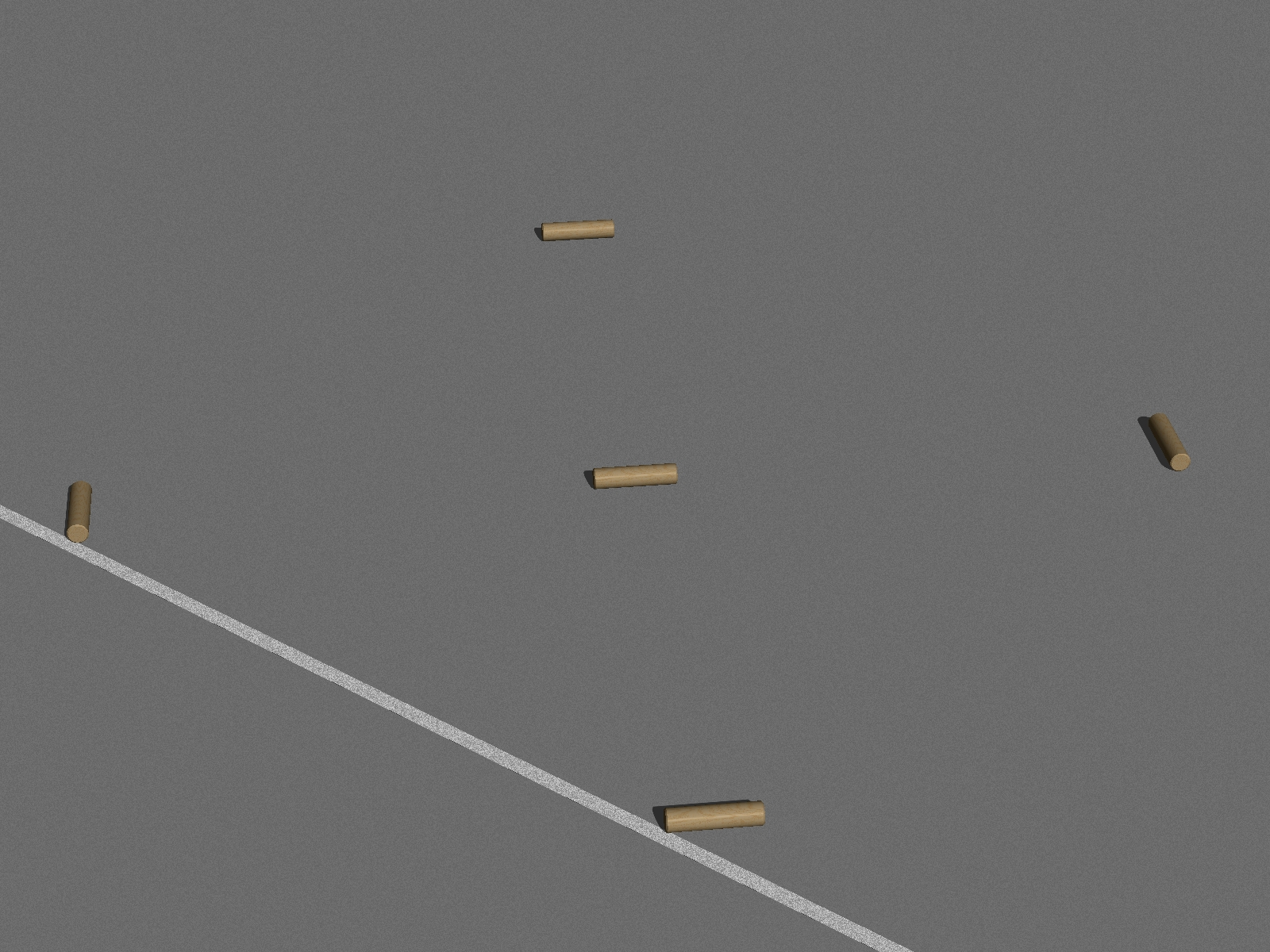
Carta

## Historia

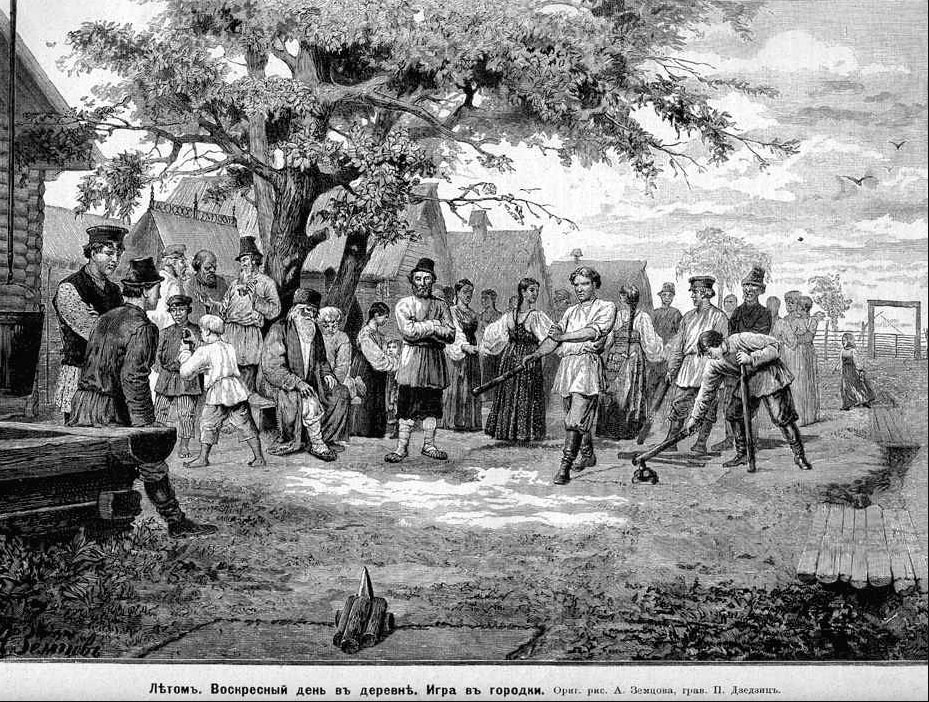
Hombres jugando al gorodki

Aunque tradicionalmente el gorodki es un juego folclórico, fue jugado por figuras históricas rusas como Pedro I, Aleksandr Suvórov, Lenin y Iósif Stalin, así como por luminarias culturales como Iván Pávlov, León Tolstói, Máximo Gorki, Nikolái Timofeev-Ressovsky y otros.
El juego, tal como existía antes de 1923, no tenía reglas per se. Se organizó como un deporte legítimo y sus reglas se codificaron en 1923, cuando se celebró la primera competición de toda la Unión, y se convirtió en un evento en la primera Olimpiada de toda la Unión en 1928.

## En la cultura popular
El juego se mostró en un episodio de la serie animada soviética Nu, pogodi!. Además, gorodki apareció en el popular reality show de CBS The Amazing Race 17, episodio 7, durante un desafío de Roadblock. El juego también se presentó en Schlag den Raab el 4 de junio de 2011, y fue uno de los pasatiempos favoritos de la infancia del protagonista homónimo de la novela Pnin de Vladimir Nabokov (p. 106, Vintage). El juego se puede jugar en la consola Wii a través del disco REC ROOM, lanzado en 2009.